# Kratès van Athene (dichter)
Crates van Athene was een Attische-komediedichter uit het midden van de 5e eeuw v.Chr.
In zijn Poetica vermeldt Aristoteles dat Crates de eerste zou zijn geweest die afzag van persoonlijke spot, en aan zijn stukken een algemene strekking en meer samenhang gaf.
Van zijn werk zijn ons zes titels bekend. Van één daarvan, de Θήρια ("Dieren") is de inhoud in grote lijnen bekend. Het blijkt een visionair stuk te zijn geweest, waarin het koor, dat uit dieren bestond, een Gouden Eeuw aankondigde, waarin slaven overbodig zouden zijn en alle behoeften van de mensen vanzelf bevredigd zouden worden, als zij maar geen vlees meer zouden eten.
- Gemeinsame Normdatei: 102385882
- Library of Congress Control Number: no2019103666
- Nationale Bibliotheek van Israël: 987007933371405171
- Nederlandse Thesaurus van Auteursnamen: 069975752
- Réseau des bibliothèques de Suisse occidentale: 02-A028486403
- Istituto Centrale per il Catalogo Unico: PARV581875
- Système universitaire de documentation: 254760139
- Virtual International Authority File: 64395496